# Álvaro (Oleiros)
Álvaro é uma povoação portuguesa sede da Freguesia de Álvaro do Município de Oleiros, freguesia com 33,63 km² de área e 226 habitantes (censo de 2021), tendo, por isso, uma densidade populacional de 6,7 hab./km².
A aldeia está integrada na Rede de Aldeias do Xisto.

## História
Álvaro foi sede de concelho entre 1514 e 1836. Este integrava as freguesias de Álvaro, Amieira, Madeirã e Sobral. Tinha, em 1801, 2117 habitantes.
Álvaro foi uma comenda da Ordem de Malta em Portugal.
| Ano  | 0-14 Anos | 15-24 Anos | 25-64 Anos | > 65 Anos |
| 2001 | 18        | 23         | 131        | 143       |
| 2011 | 11        | 8          | 88         | 130       |
| 2021 | 9         | 14         | 89         | 114       |

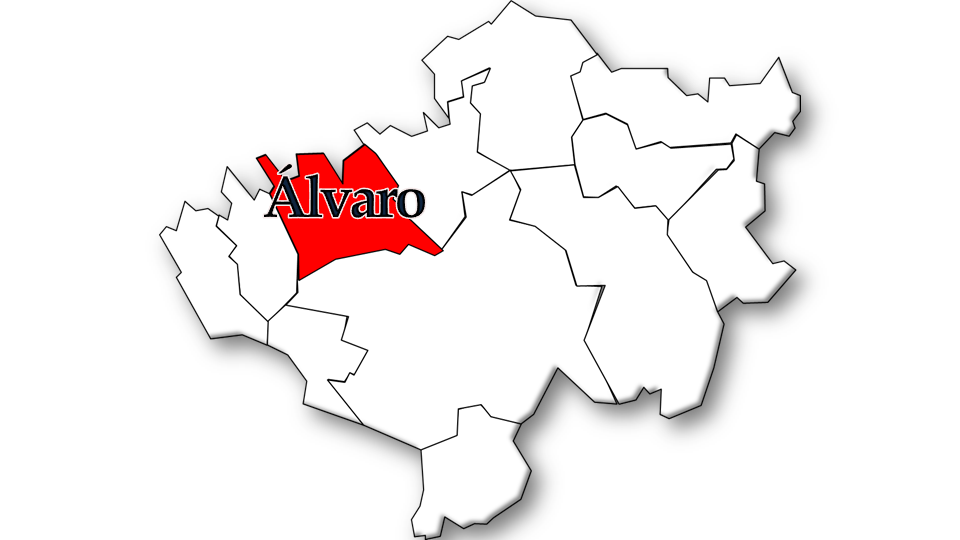
Localização da Fregesia de Álvaro no Município de Oleiros

Nota: Por decreto de 7 de setembro de 1895 foram desanexados lugares desta freguesia e incluídos na freguesia de Machio, do concelho (atual município) de Pampilhosa da Serra, Distrito de Coimbra (Fonte: INE)

## Património
- Capela da Misericórdia de Álvaro
- Igreja de S. Tiago Maior (matriz)
- Capelas de S. João, de S. Sebastião, de S. Gens, fr S. Pedro, de Nossa Senhora dos Aflitos, de Santo Amaro, de Santo António, de S. Tiago, de S. Domingos, de S. Lourenço, de S. Bartolomeu e de Santa Bárbara
- Ermida de Nossa Senhora da Consolação
- Pontes romanas (nas ribeiras de Alvelos e  da Gaspalha)
- Fragmentos do pelourinho
- Casa-Celeiro da Comenda da Ordem de Malta
- Casa de David da Silva
- Trecho da albufeira do Barragem do Cabril
- Praia fluvial